# Nicolás Monardes
Nicolás Bautista Monardes Alfaro (Sevilla, ca. 1508 — Sevilla, 10 de octubre de 1588), fue un médico y botánico español. No debe ser confundido con su padre Juan Bautista Monardes, igualmente médico y sevillano.

## Biografía

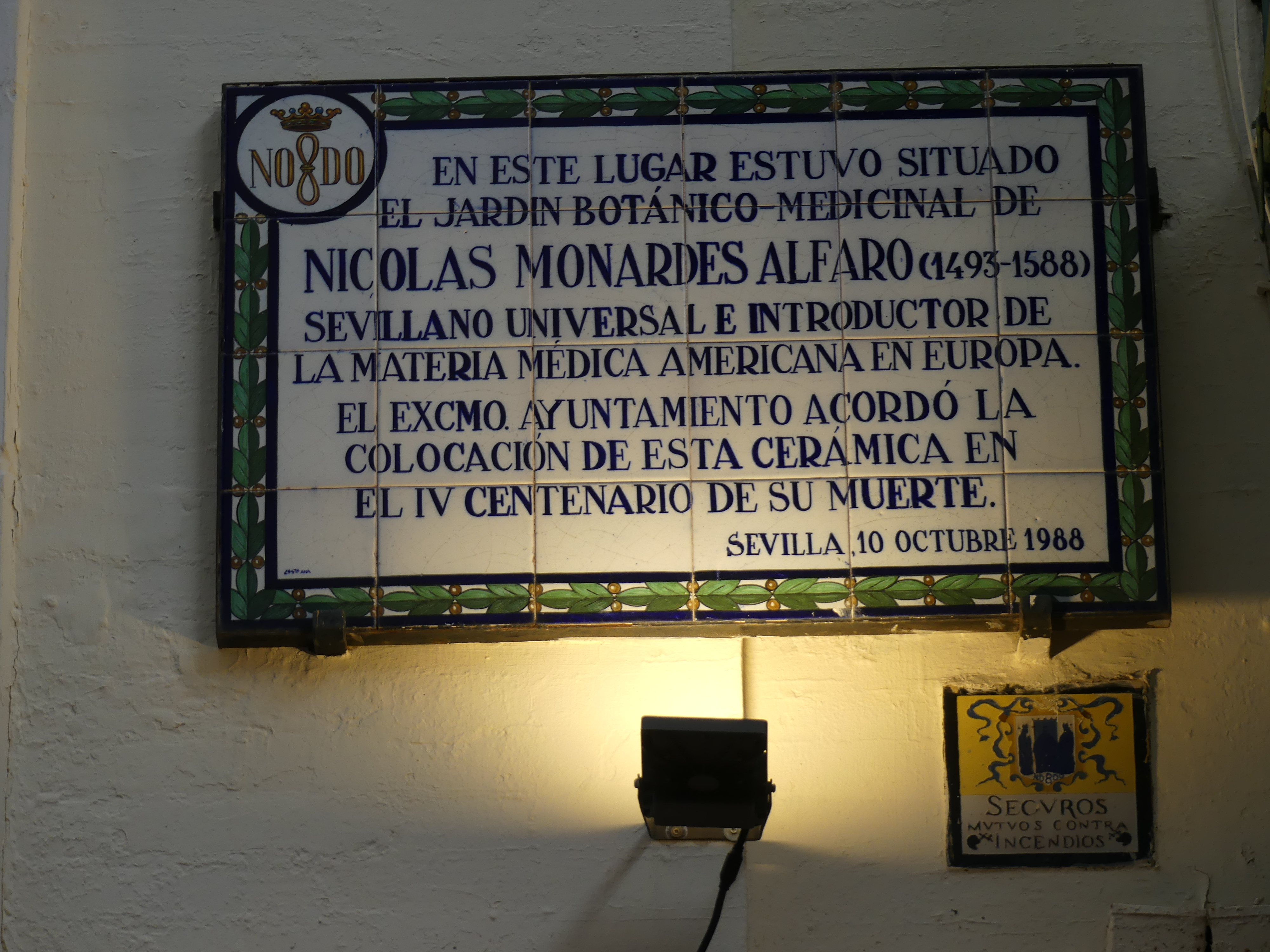
Azulejo dedicado a Nicolás Monardes en la calle Sierpes de Sevilla.

Por el lado paterno provenía del médico y humanista Juan Bautista Monardes y por el materno de  una  saga  de  comerciantes sevillanos, los Alfaro. Su antepasado  Luis  Fernández  de  Alfaro  fue  contador  de  la  casa  de  Contratación,  cambiador  y mercader  y había participado en la Carrera de Indias, sobre 1503, como maestre de nave. Pronto debió quedar huérfano de padre, ya que su madre Leonor de Alfaro se volvió a casar con el boticario Juan López de Pastrana. Estudió Medicina en Alcalá de Henares, donde obtuvo el título de bachiller en 1533, formándose en el humanismo de Antonio de Nebrija, y se doctoró en la Universidad de Sevilla (1547). En esta ciudad ejerció la profesión de médico con gran éxito y reunió un importante herbario, cultivando además diversas plantas americanas en su propio huerto, y también se embarcó en diversos negocios mercantiles, especialmente los relacionados con el comercio de medicinas y el tráfico de esclavos. Mantuvo una estrecha amistad con los principales humanistas y reformadores de la espiritualidad de su tiempo, como Cristóbal Núñez y Juan de Quirós (padrinos de su hija Isabel), lo que explica que se ordenara sacerdote después de enviudar.
Monardes publicó un gran número de libros de suma importancia. El Diálogo llamado pharmacodilosis (1536) no es suyo, sino de su padre Juan Bautista Monardes. Como él, discutió acerca de la importancia del griego y del árabe en la medicina en De Secanda Vena in pleuriti Inter Grecos et Arabes Concordia (1539), aplicándolo a la controversia que había en su tiempo sobre la propiedad de la sangría aplicada al llamado mal de costado o pleuresía, tema polémico entonces entre los médicos seguidores del humanismo y los de la tendencia arabizante. De Rosa et partibus eius (1540) fue un tratado acerca de las rosas y los frutos cítricos; también estudió la nieve (Tratado de la nieve y del beber frío, 1571) y el hierro (Dialogo de las grandezas del hierro y de sus virtudes medicinales, 1574) y escribió un Tratado de la Piedra Bezaar y de la yerua escuerçonera.
Su trabajo más significativo y conocido fue Historia medicinal de las cosas que se traen de nuestras Indias Occidentales, publicado en tres partes bajo diversos títulos (de 1565, 1569 y completado en 1574 y reimpreso sin cambios en 1580). Este fue traducido al latín por Clusius (Charles de l'Écluse, 1526-1609) y al inglés por John Frampton. También tuvo mucha influencia en otras obras como ``Tesoro de Medicinas´´ (México, 1672) escrita por el madrileño Gregorio López (1542-1596) en territorio americano.
Monardes se propuso estudiar y experimentar con los productos y medicinas del Nuevo Mundo para explorar sus propiedades farmacológicas, aprovechando que Sevilla era el puerto de entrada al Viejo Mundo de las Indias Occidentales. Para ello cultivó en su huerto plantas americanas y describió por vez primera muchas especies como el cardo santo, la cebadilla, la jalapa, el sasafrás, el guayaco, la pimienta, la canela de Indias, el tabaco, el bálsamo de Tolú etc., entre otras conocidas y descritas imperfecta o incorrectamente. Familiarizó a los europeos con plantas tan trascendentales como la piña tropical, el cacahuete, el maíz, la batata, la coca o la zarzaparrilla. Su contribución a la farmacognosia fue muy relevante, como demuestra el enorme interés despertado por su obra: en poco más de cien años sus obras alcanzaron cuarenta y dos ediciones en seis idiomas.

Fue el primer autor conocido en informar y describir el fenómeno de la Fluorescencia, entonces desconocido, en su libro Historia Medicinal (Sevilla, 1565), donde describe el extraño comportamiento de ciertas infusiones de Lignum nephriticum.

## Lista de trabajos de Monardes

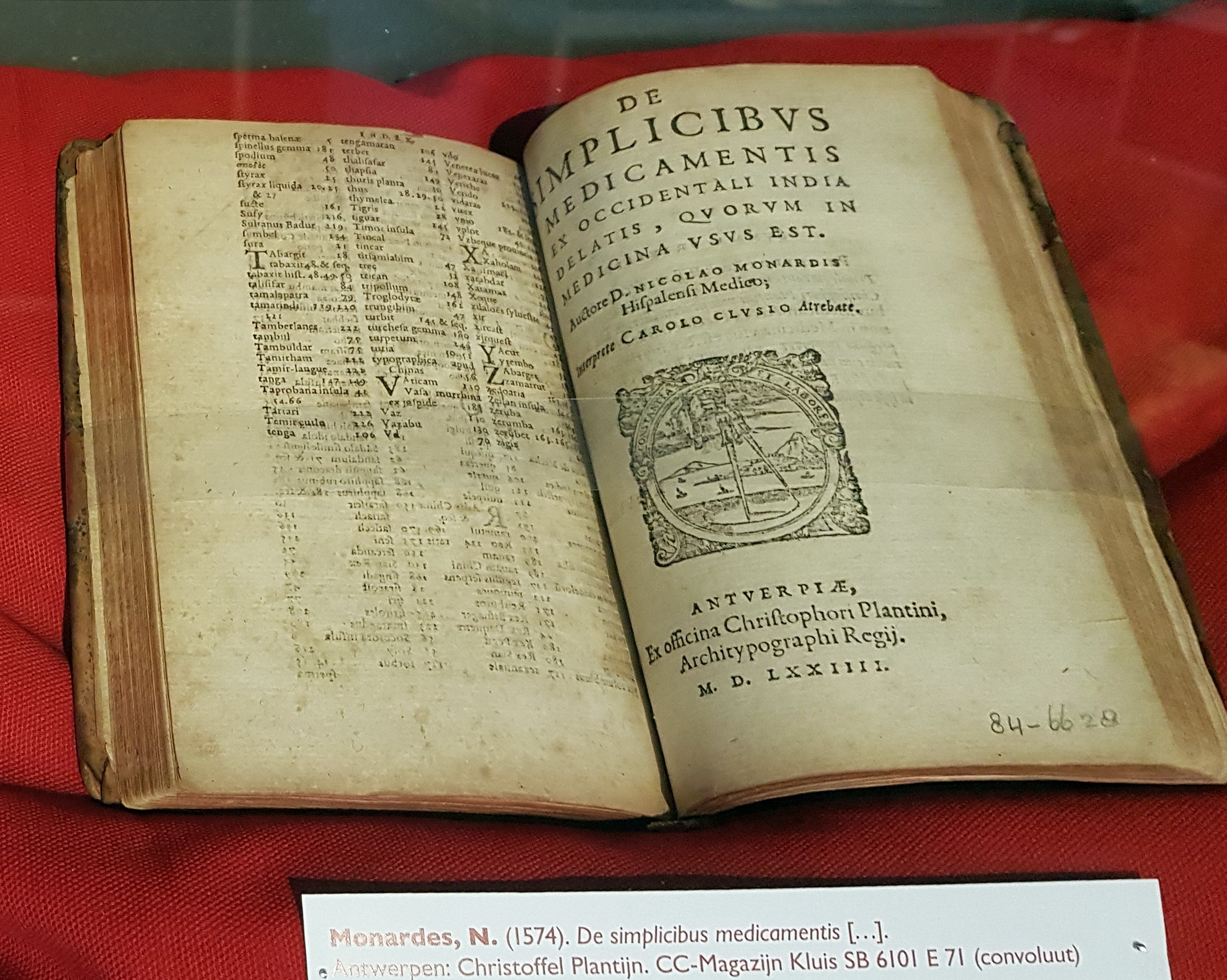
De simplicibus medicamentis (1574)

- 1539: De Secanda Vena in pleuriti Inter Grecos et Arabes Concordia.
- 1540: De Rosa et partibus eius.
- 1569: Dos libros, el uno que trata de todas las cosas que se traen de nuestras Indias Occidentales, que sirven al uso de la medicina, y el otro que trata de la piedra bezaar, y de la yerva escuerçonera. Sevilla: Hernando Diaz.
- 1571: Segunda parte del libro des las cosas que se traen de nuestras Indias Occidentales, que sirven al uso de la medicina; donde se trata del tabaco, y de la sassafras, y del carlo sancto, y de otras muchas yervas y plantas, simientes, y licores que agora nuevamente han venido de aqulellas partes, de grandes virtudes y maravillosos effectos. Sevilla: Alonso Escrivano.
- 1571: Libro que trata de la nieve, y de sus propiedades: y del modo que se ha de tener, en el bever enfriado cō ella: y de los otros modos que hay de enfriar. Sevilla: Alonso Escrivano.
- 1574: Primera, segunda y tercera partes de la historia medicinal de las cosas que se traen de nuestras Indias Occidentales, que sirven en medicina; Tratado de la piedra bezaar, y dela yerva escuerçonera; Diálogo de las grandezas del hierro, y de sus virtudes medicinales.
- 1580: Reimpresión de la publicación de 1574. Sevilla: Fernando Díaz.
- 1580: Historia Medicinal. Sevilla. Para Samuel Fastlicht.